# Iglesia de San Juan Bautista (Toodyay)
La Iglesia de San Juan Bautista (en inglés: St John the Baptist Church) se encuentra en Stirling Terrace en Toodyay, una localidad del estado de Australia Occidental, en Australia y que fue construida entre 1863 y 1864.
Tras los cambios del casco antiguo de Toodyay a Newcastle, el padre Francis Salvado llamó a una licitación para construir una nueva capilla católica para reemplazar la vieja Santa María de Toodyay.
La primera piedra de la Iglesia Católica de San Juan Bautista se colocó en enero de 1863 por el padre Martín Griver. Fue asistido por el P. Francis Salvado, el párroco, y el P. Venanzio Garrido de la misión New Norcia. Para la Navidad de 1864 se completó la iglesia y esta fue bendecida. El transepto de la iglesia fue utilizado por una tiempo como un aula de escuela para los niños católicos hasta 1884 cuando las Hermanas de la Misericordia llegaron a Toodyay.
En 1920 se añadió el ala oeste. En 1963 se completó una nueva iglesia con el mismo nombre, al lado de San Luis (en los terrenos del Precinto católico), y la iglesia antigua fue consagrada y vendida como propiedad privada.